# 吉柳太士郎
吉柳 太士郎（きりゅう たしろう、1月16日 - ）は日本の男性声優。プロダクション・エース所属。福岡県出身。

## 出演作品

### テレビアニメ
- おまもりひまり（2010年、妖、客、ダイダラボッチ）
- トリアージX（2015年、警官）
- ゾンビランドサガ リベンジ（2021年、おじさん）

### 吹き替え
- アステリックスとオベリックス: 史上最大のバトル（オベリックス）[1]
- ALPHAS/アルファズ
- 宇宙戦争ZERO
- クリミナル・マインド6 FBI行動分析課
- ジャングル大騒動 -南極からのSOS-
- ソーセージ・パーティー（ミスター・グリッツ）
- ウッディー・ウッドペッカー（ウォーリー・ウォーラス）
- ディープ・アンダーカバー（カーリー）
- テラノバ/Terra Nova
- ハーパーズ・アイランド 惨劇の島（リリス保安官助手）
- ブローバック（ゼンドー）
- ホーム・チーム（英語版）（ガス〈ラヴェル・クロフォード（英語版）〉）
- 星の王子 ニューヨークへ行く2（モーリス〈ルーイ・アンダーソン〉[2]）
- マルコ・ポーロ（知事）
- レバレッジ 〜詐欺師たちの流儀
- 私はラブ・リーガル2